# Kathetostoma albigutta
Kathetostoma albigutta är en fiskart som beskrevs av Bean 1892. Kathetostoma albigutta ingår i släktet Kathetostoma, och familjen Uranoscopidae. Inga underarter finns listade i Catalogue of Life.